# Bartramia fragilis
Bartramia fragilis är en bladmossart som beskrevs av Mitten in J. D. Hooker 1859. Bartramia fragilis ingår i släktet äppelmossor, och familjen Bartramiaceae. Inga underarter finns listade i Catalogue of Life.